# Dummrise
Dummrise – gaun wikas samiti we wschodniej części Nepalu w strefie Meći w dystrykcie Taplejung. Według nepalskiego spisu powszechnego z 2001 roku liczył on 356 gospodarstw domowych i 1981 mieszkańców (1007 kobiet i 974 mężczyzn).